# Juan Obelar
Juan Obelar ( Mercedes, Uruguay; 12 de agosto de 1979) es un exfutbolista uruguayo que jugaba como portero, actualmente es asistente técnico de Metropolitanos Futbol Club de Venezuela.

## Trayectoria
Durante 4 temporadas militó en el fútbol de su país 

### Honduras
Para la temporada 2007 llegó al club Marathon donde disputó 89 partidos en 3 años que le llevaron a ir a un grande de la liga Colombiana en el año 2010.
2022 el 14 de marzo, es anunciado como Asistente Técnico del Marathón junto a su compatriota uruguayo Manuel Keosseian, luego de la renuncia del uruguayo Martín García.

### Colombia
Llegó al país cafetero para jugar con  Millonarios de la ciudad de Bogotá ; a pesar de ser un arquero con grandes cualidades no lo pudo demostrar y terminó siendo suplente de Luis Enrique Delgado.

### Regreso a Uruguay
Regreso a su país para jugar en el Club Fenix donde fue suplente durante toda su estadía allí solo jugó 6 partidos.

## Retiro
En noviembre de 2013 se retira del fútbol luego de un accidente doméstico en el cual perdió cuatro dedos de su mano izquierda, cuando se encontraba sin equipo.

## Clubes

### Como jugador
| Club           | País     | Año         | Partidos |
| -------------- | -------- | ----------- | -------- |
| Peñarol        | Uruguay  | 2002        | 1        |
| Villa Española | Uruguay  | 2003        | 16       |
| Peñarol        | Uruguay  | 2004 - 2006 | 26       |
| Tacuarembó     | Uruguay  | 2006        | 11       |
| Marathón       | Honduras | 2007 - 2009 | 105      |
| Millonarios    | Colombia | 2010        | 18       |
| Fénix          | Uruguay  | 2011 - 2013 | 6        |

### Como asistente técnico
| Club     | País     | Año           | AT de:           |
| -------- | -------- | ------------- | ---------------- |
| Marathón | Honduras | 2022          | Manuel Keosseian |
| Cerrito  | Uruguay  | 2022-presente | Roland Marcenaro |

## Palmarés

### Torneos nacionales
| Título          | Club     | País     | Año  |
| --------------- | -------- | -------- | ---- |
| Torneo Apertura | Marathón | Honduras | 2007 |
| Torneo Apertura | Marathón | Honduras | 2008 |
| Torneo Apertura | Marathón | Honduras | 2009 |